# Alison Darcy
Alison Darcy (siglo XX, Estados Unidos) es una psicóloga y tecnóloga estadounidense. Es la fundadora y presidenta de Woebot, una empresa que ofrece productos terapéuticos digitales y de salud conductual.

## Temprana edad y educación
Darcy fue una estudiante de pregrado en Irlanda en el University College Dublin, donde se especializó en psicología. Después de completar sus estudios, Darcy se interesó en la informática, por lo que se mudó a Londres para trabajar en un banco de inversión como desarrolladora de software. El banco de inversión fue adquirido por un banco más grande durante el colapso de las punto com, lo que dejó a Darcy buscando nuevas opciones. En particular, estaba interesada en combinar sus habilidades en tecnología con su talento para la psicología y trabajó con una organización benéfica para apoyar a personas con trastornos alimentarios. En ese momento, había muy poco apoyo en línea para las personas que padecían afecciones de salud mental, y el acceso a la atención era particularmente difícil para las personas en las comunidades rurales. Trabajando con uno de sus colegas en el desarrollo de software, Darcy construyó una red de soporte en línea, brindando soporte las 24 horas del día a las personas que necesitaban hablar. Finalmente regresó al University College de Dublin para obtener un título de posgrado y, finalmente, un programa de investigación de doctorado en psicología clínica. Su investigación se centró en la efectividad de la terapia cognitivo-conductual grupal.
Después de un año en Londres, Darcy se mudó a los Estados Unidos, donde se unió a la Universidad Stanford como investigadora postdoctoral en psicología clínica. Realizó su posdoctorado en la Facultad de Medicina de la Universidad Stanford y en la Asociación Estadounidense de Psiquiatría. En Stanford, colaboró con Andrew Ng y se interesó en saber si la inteligencia artificial puede ayudar de manera significativa a las personas con problemas de salud mental. En su práctica clínica, a Darcy le preocupaba cada vez más que no hubiera continuidad entre dejar la atención del paciente y entrar en el mundo real.

## Investigación y carrera
Darcy continuó investigando los trastornos alimentarios, con un enfoque particular en la anorexia nerviosa. Reconoció que muy pocos médicos tenían la formación adecuada para tratar a los pacientes con la enfermedad. Fue pionera en el uso de métodos de aprendizaje en línea para capacitar a los médicos. Se volvió cada vez más consciente de que para combinar tecnología y psicología tendría que hacerlo fuera del mundo académico, por lo que inició su propia empresa. Fue la fundadora de uno de los primeros grupos de apoyo en línea para personas con trastornos alimentarios.
En 2017, Darcy fundó Woebot, un bot conversacional impulsado por inteligencia artificial que ayuda a los usuarios a controlar su estado de ánimo y gestionar su salud mental. El consejo de Woebot está presidido por Ng. Darcy quiere que los servicios de salud mental y las capacitaciones de la terapia cognitivo-conductual sean accesibles para todos. En abril de 2020, Woebut agregó soporte COVID-19, expandiendo su soporte CBT para incluir psicoterapia interpersonal.

## Publicaciones seleccionadas
- Fitzpatrick, Kathleen Kara; Darcy, Alison; Vierhile, Molly (2017). «Delivering Cognitive Behavior Therapy to Young Adults With Symptoms of Depression and Anxiety Using a Fully Automated Conversational Agent (Woebot): A Randomized Controlled Trial». JMIR Mental Health (en inglés) 4 (2): e19. PMC 5478797. PMID 28588005. doi:10.2196/mental.7785.
- Darcy, Alison M.; Louie, Alan K.; Roberts, Laura Weiss (9 de febrero de 2016). «Machine Learning and the Profession of Medicine». JAMA (en inglés) 315 (6): 551-552. ISSN 0098-7484. PMID 26864406. doi:10.1001/jama.2015.18421.
- Aspen, Vandana; Darcy, Alison M.; Lock, James (1 de agosto de 2013). «A review of attention biases in women with eating disorders». Cognition and Emotion 27 (5): 820-838. ISSN 0269-9931. PMC 3610839. PMID 23228135. doi:10.1080/02699931.2012.749777.